# Богуславский, Пётр Ричардович
Пётр Ричардович Богуславский (1854 — ?) — депутат Государственной думы II созыва от Харьковской губернии

## Биография
Дворянин, православного вероисповедания. Окончил военную гимназию и Михайловское артиллерийское училище в Санкт-Петербурге. После этого находился на военной службе. В 1882 году, будучи поручиком артиллерии, вошел в состав учредителей Харьковского общества любителей шахматной игры. В отставку вышел в чине капитана. Служил земским начальником 4-го, а затем 3-го участка в Харьковском уезде. Являлся гласным Харьковских уездного и губернских земств. С 1905 года член Харьковской уездной земской управы. Имел чин статского советника. Состоял в Конституционно-демократической партии.
6 февраля 1907 года избран в Государственную думу II созыва от общего состава выборщиков Харьковского губернского избирательного собрания. По этому поводу А. Д. Голицын саркастически заметил, что "радость и восторг [Богуславского] сказались таким образом. Он решил, что ему отныне непристойно носить иного головного убора, как цилиндр". Вошёл в состав Конституционно-демократической фракции. Состоял в думской комиссии для подсчёта избирательных записок при избрании товарищей секретаря Думы.
В 1912 году приветствовал Х. Д. Алчевскую от имени Харьковской уездной земской управы.
В конце 1919 — гласный Харьковской городской думы.
Дальнейшая судьба и дата смерти неизвестны.

## Труды
- Богуславский П. Р. Из записок земского начальника. 1891. 25 января.

### Архивы
- Российский государственный исторический архив. Фонд 1278. Опись 1 (2-й созыв). Дело 4; Дело 541. Лист 9, 11 оборот.